# Burg Esch-Sauer

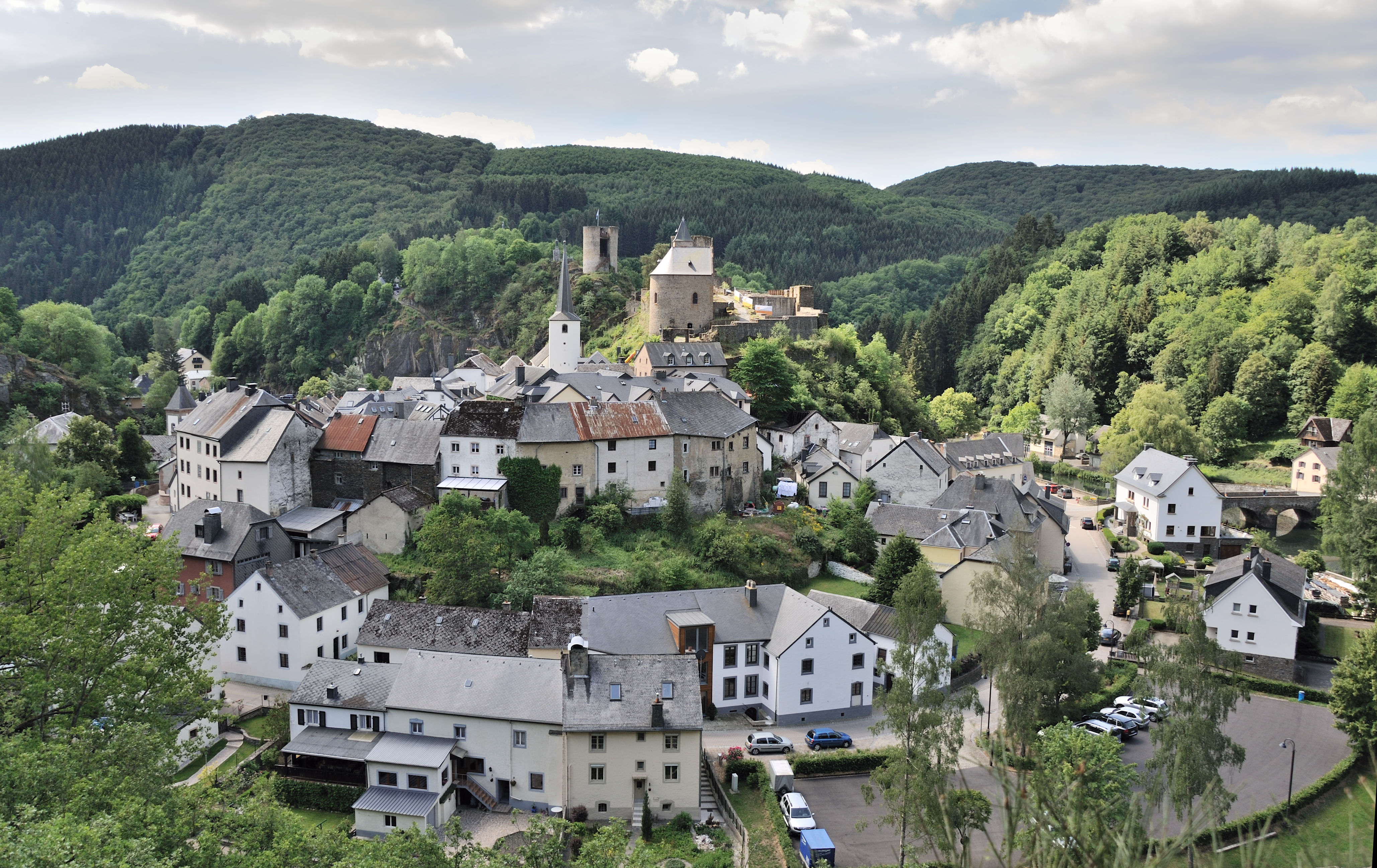
Der Weiler um den Fels herum musste im 14. Jahrhundert mit einem Schutzwall ummauert werden. Bis heute folgt die Straßenführung dessen ehemaligem Verlauf.

Die Burg Esch-Sauer (lux. Buerg Esch-Sauer) ist eine luxemburgische Höhenburg bei Esch im Kanton Wiltz, deren Ursprünge in das 10. Jahrhundert zurückreichen und die heute als Ruine erhalten ist.

## Geschichte
Der Fels, auf dem die Burg fußt, wurde im Jahre 927 von Meginold erworben. Vorher stand er im Besitz der Abtei Stavelot. Viel weiß man aus dieser Zeit nicht, nur dass Meginolds Nachkommen – Gottfried und Heinrich – die hier errichtete Burg verließen, um in den ersten Kreuzzug (1096–1099) zu ziehen. Im 14. Jahrhundert ging die Burg aus dem Familienbesitz und wurde zwischen drei Familien der Gegend aufgeteilt: Brandenbourg, Kronenburg und Falkenstein.

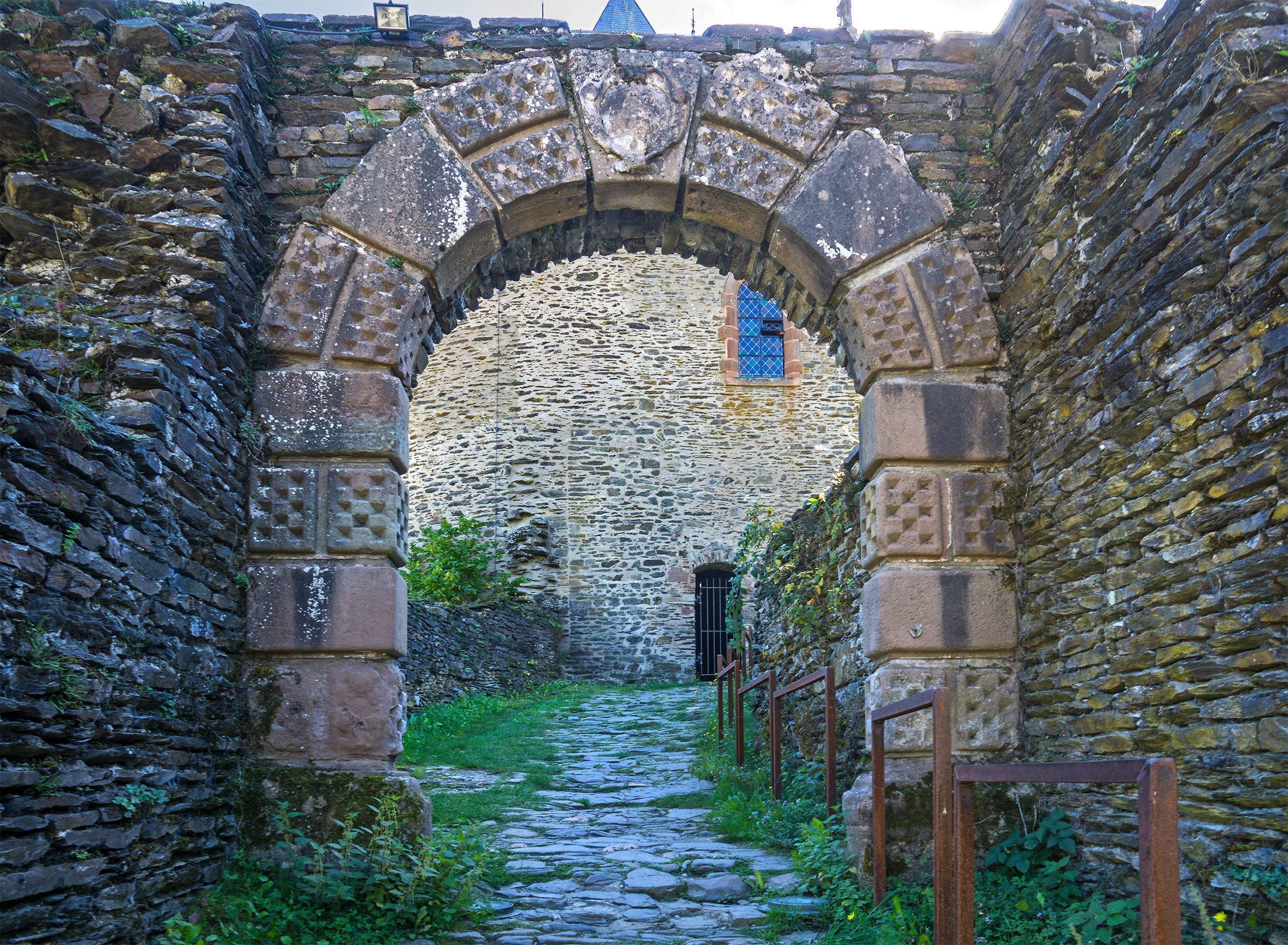
Das Tor im Norden ist eines der wenigen nach Ende des Mittelalters entstandenen Gebäude.

Das erste Gebäude war – wie zur Entstehungszeit im Burgenbau üblich – ein simpler, quadratischer Bergfried, der heute noch emporragt. Die strategische Begründung für die Burg liegt in der Furt, die hier die Passage der Sauer zuließ. In gotischem Baustil wurde zwischen dem 12. und dem 14. Jahrhundert die Burg wesentlich in Richtung Norden erweitert, hauptsächlich durch weitere, befestigte Burggebäude, teils auch in die Felsform terrassiert. Um das 14. Jahrhundert herum wurde das Dorf am Fuße des Felsen zunehmend wichtiger. Um die Sicherheit der Leibeigenen zu garantieren, wurde um den Weiler eine Mauer gezogen, an deren Form sich der zukünftige Häuserbau anschloss. Im 15. Jahrhundert wurde südlich des ursprünglichen Bergfriedes ein runder Lugturm errichtet. Zwischen ihm und dem Bergfried liegt ein 30 m breiter und 20 m tiefer Burggraben. In der Renaissance war das Interesse an der Burg geringer. Das Eingangstor im Norden wurde jedoch erneuert.

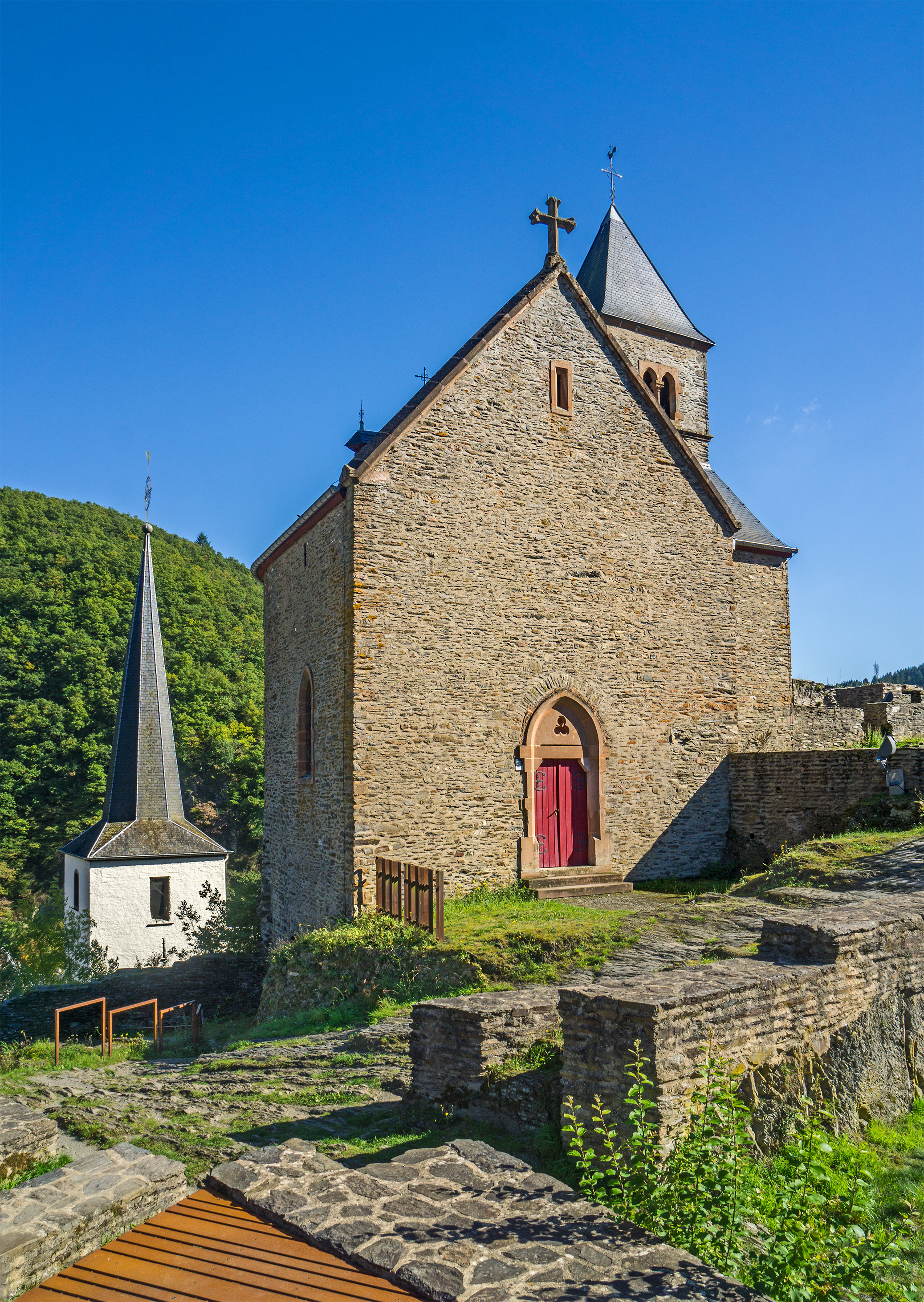
Die Burgkapelle und der Bergfried wurden aufwendig rekonstruiert, erstere jedoch nicht originalgetreu.

Bis zur Französischen Revolution (die sich bis nach Luxemburg propagierte) hielten die drei Familienhäuser die Burg in Stand. Mitte des 19. Jahrhunderts verwalteten die Bauern des Dorfes das Bollwerk. Sie flickten die Dächer mit Stroh und auch sonst in einem eher unteilhabenden Geiste, was der berühmte französische Schriftsteller Victor Hugo die „Rache des Dorfes an der Herrschaft“ nannte. Als der Staat sie 1893 aufkaufte, war sie bereits eine Ruine.

## Renovation und Erweiterungen in der Neuzeit
Zwischen 1903 und 1906 wurde der Architekt Charles Arendt damit beauftragt, den Bergfried und die Burgkapelle wieder aufzubauen. Den Glockenturm, den er dabei der Kapelle verlieh, hat er hinzuerfunden; Burgkapellen hatten für gewöhnlich keinen Glockenturm. Verschiedene Ornamente aus rotem Sandstein wurden für die Innenräume rekonstruiert. Der Rest der Burg wurde nur vor weiterem Zerfall bewahrt. Bei der Bedachung der Kapelle übersah man auch, dass ihr Dach ursprünglich vermutlich als Geschützturm benutzt wurde; Bogenscharten umsäumen den halbrunden Bau.